# Hermas (pisarz)
Hermas – rzymski chrześcijanin żyjący w II wieku, autor Pasterza. Zaliczany jest do grona Ojców apostolskich. Według Kanonu Muratoriego był bratem biskupa Rzymu Piusa I (zm. 155).
Nie zachowały się żadne pewne informacje na temat jego biografii, poza tym, co sam napisał o sobie w swoim dziele. Pierwotnie był niewolnikiem; został sprzedany kobiecie imieniem Rhode, która nadała mu wolność. Jako wyzwoleniec wzbogacił się, z czasem jednak z powodu niesprzyjających okoliczności stracił majątek. Miał rodzinę, jednak nie mógł ułożyć sobie życia z żoną, a jego dzieci odeszły od chrześcijaństwa. W ciężkiej chwili miał dostąpić wizji, opisanej następnie w Pasterzu. W znacznej mierze może być to jednak literacka metafora, a nie dokładny zapis rzeczywistych wydarzeń z życia autora.
Orygenes utożsamił go z Hermasem wymienionym w Liście do Rzymian.